# Pestivirus
Die Gattung Pestivirus umfasst behüllte Viren mit einem positivsträngigen RNA-Einzelstrang als Genom, die bei Schweinen, Rindern, Schafen und möglicherweise weiteren Paarhufern Infektionskrankheiten verursachen. Die Gattung ist nach dem Virus benannt, das die Klassische Schweinepest hervorruft. Pestiviren kommen in zwei verschiedenen Biotypen vor, die nach ihrer Fähigkeit in Zellkulturen einen cytopathischen Effekt auszulösen in cp- (cytopathogen) und ncp-Stämme (nicht-cytopathogen) unterschieden werden.

## Morphologie und Genom

Genomkarte der Gattung Pestivirus

Die Virionen (Viruspartikel) der Pestiviren haben einen Durchmesser von etwa 40 bis 60 nm und sind in der elektronenmikroskopischen Darstellung von sphärischer, unregelmäßiger Gestalt. Eine Symmetrie des Kapsids konnte bislang nicht gezeigt werden, sehr wahrscheinlich liegt das Coreprotein in Assoziation zur genomischen RNA, aber in ungeordneter Weise im Virion vor. In der Virushülle befinden sich im Gegensatz zu allen anderen Gattungen der Familie Flaviviridae drei (E1, E2, M) statt zwei Hüllproteine. Auf der Oberfläche der Hülle sind ringförmige, 10 bis 12 nm große Strukturen erkennbar.
Die positivsträngige RNA ist etwa 12.300 Nukleotide lang und umfasst nur einen Offenen Leserahmen, der für ein Polyprotein codiert. Für die Gattung typisch sind zwei Genprodukte, von dem das eine (Npro) eine autokatalytische Aktivität bei der Spaltung des Polyproteins besitzt, das zweite (Erns) eine RNase-Aktivität zeigt. Am 5'-Ende der RNA besitzen Pestiviren eine IRES und daher keine 5'-Cap-Struktur.

## Systematik
Nach ICTV-Stand 24. März 2023 umfasst die Gattung Pestivirus folgende Spezies:
- Spezies Pestivirus bovis (früher Pestivirus A): Bovines Virusdiarrhoe-Virus 1 (BVDV1)
- Spezies Pestivirus tauri (früher Pestivirus B): Bovines Virusdiarrhoe-Virus 2 (BVDV2)
- Spezies Pestivirus suis (früher Pestivirus C): Virus der klassischen Schweinepest (Classical swine fever virus oder Hog cholera virus, European swine fever virus, CSFV)
- Spezies Pestivirus ovis (früher Pestivirus D): Border-Disease-Virus (BDV), befällt Schafe
- Spezies Pestivirus australiaense (früher Pestivirus F): Porcines Pestivirus (PPeV)
- Spezies Pestivirus giraffae (früher Pestivirus G): Giraffen-Pestivirus (GPeV)
- Species Pestivirus ratti (früher Pestivirus J): Ratten-Pestivirus (RPeV)
- Spezies Pestivirus scrofae (früher Pestivirus K): Atypisches Porcines Pestivirus (APPeV)
- Spezies Pestivirus L: Linda-Virus
- Spezies Pestivirus M: Phocoena-Pestivirus
- Spezies Pestivirus N: Tunisian sheep-like pestivirus
- Spezies Pestivirus O: Ovine/IT pestivirus
- Spezies Pestivirus P: Pangolin-Pestivirus
- Spezies Pestivirus Q: Nagetier-Pestivirus RtNn-PestV/HuB2014
- Spezies Pestivirus R: Nagetier-Pestivirus RtAp-PeV/JL2014
- Spezies Pestivirus S: Fledermaus-Pestivirus
- Spezies „Kioloa rodent pestivirus“